# Umkhonto we Sizwe
Pour les articles homonymes, voir MK.
Ne doit pas être confondu avec Umkhonto we Sizwe (parti).
Umkhonto we Sizwe (en zoulou ; littéralement « fer de lance de la nation »), également écrit uMkhonto we Sizwe et désigné par l'abréviation MK, est, de 1961 à 1991, la branche militaire du Congrès national africain d'Afrique du Sud qui agissait en collaboration avec le Parti communiste sud-africain contre  la politique et le système d'apartheid, mis en place à partir de 1948 par les gouvernements sud-africains et le parti national.
Umkhonto we Sizwe ne compta à son apogée pas plus de 11 000 adhérents éparpillés principalement dans des camps d'entraînement en Angola, en Zambie, ainsi qu'en URSS et dans les pays du pacte de Varsovie. Son armement en Afrique du Sud était essentiellement composé de bombes et de kalachnikov. Si elle ne parvint jamais à créer une logistique suffisante pour tenir une guérilla urbaine à large échelle, elle devint néanmoins une référence symbolique pour ceux qui luttaient contre l'apartheid. 
C'est aussi depuis décembre 2023 le nom d'un parti politique créé par Jacob Zuma.

## Historique
La fondation de Umkhonto we Sizwe (MK) est en partie la conséquence du massacre de Sharpeville en mars 1960 par la police sud-africaine. Albert Lutuli, le président de l'ANC, est réticent à sa création car cela marque un tournant dans la politique du mouvement qui avait refusé jusque-là de recourir à la violence et à la lutte armée. Il donne cependant son accord à la création de cette aile militaire de l'ANC, dont le haut-commandement est confié à Nelson Mandela (ANC) et à Joe Slovo (parti communiste).
MK lance sa première attaque armée le 16 décembre 1961, jour de la fête nationale des Afrikaners, appelé Jour du Vœu, en référence à la bataille de Blood River. L'organisation est dès lors considérée comme une organisation terroriste par le gouvernement sud-africain.  
Entre 1961 et 1964, MK commet 134 actes de sabotage causant cependant des dommages mineurs. 
En 1962, à la suite de la découverte par la police de documents relatifs à l’existence d’Umkhonto we Sizwe, Mandela et plusieurs autres dirigeants de l’ANC et de MK sont arrêtés et accusés de complot visant à renverser le gouvernement par la violence. Le 25 octobre, Mandela est condamné à cinq années de prison.
À la suite de l'emprisonnement de la plupart de ses chefs régionaux, MK est totalement désorganisée ; l'organisation dirigée par Joe Slovo se compose alors de 800 guerilleros entraînés, basés en Tanzanie, où se situe le quartier général de MK, ou dans des camps d'entraînements de Tchécoslovaquie ou d'Odessa en Union soviétique. 
En 1967, elle organise sa première action d'envergure contre les forces militaires sud-africaines présentes en Rhodésie du Sud où elles sont en soutien aux forces armées rhodésiennes. La plupart des combattants du MK sont tués ou emprisonnés. Quelques-uns réussirent à repasser la frontière en traversant le Zambèze. 
En 1969, MK redéfinit sa stratégie militaire. En 1975, elle installe ses camps de base en Angola. 
Après les émeutes de Soweto en 1976, MK reçoit le renfort de nombreuses nouvelles recrues qui sont incorporées dans le bataillon du 16 juin. Les actions de sabotage, plus ou moins ciblées, commencent alors à se développer en Afrique du Sud contre les infrastructures civiles et militaires. À partir de 1977, pour la première fois, elles causent la mort de civils, parfois lors d'échanges de coups de feu avec les forces de police. En 1980, un commando de MK, intercepté par la police, prend plusieurs otages à Silverton (en), dont trois sont tués lors de l'assaut des forces de l'ordre. 
En 1981, MK organise avec succès pas moins de 90 sabotages sur des cibles industrielles ou militaires. À partir de 1983, les attentats à la bombe perpétrés en pleine rue, font de plus en plus de victimes civiles. Dans le même temps, une campagne de terreur est organisée contre les fermiers blancs dans les zones rurales du Transvaal. L'armée sud-africaine intensifie alors le bombardement des camps de MK, du Botswana jusqu'en Tanzanie.
Après le massacre d'Amanzimtoti, des membres du Congrès américain, soutenus par des membres de l'administration de Ronald Reagan, demandent que l'ANC et MK soient considérées comme des organisations terroristes.  
La majeure partie des actions de MK ont cependant lieu, durant ces années, contre des postes de police, notamment ceux situés dans les townships ou contre ceux accusés de collaboration avec le régime d'apartheid, tels les conseillers municipaux noirs. 
En 1987, Joe Slovo laisse le poste de chef d'état-major de MK à Chris Hani. À partir de 1988, ce dernier prône l'intensification de la lutte armée alors que celle-ci est contestée par Thabo Mbeki, partisan du dialogue avec le gouvernement de Pretoria, considérant que les actions de sabotage et les attentats ont été peu efficaces à faire évoluer la politique du gouvernement et n'ont fait que renforcer la répression.
MK suspend ses actions armées en août 1990. 
À partir de 1994, le premier gouvernement sud-africain de l'ère post-apartheid procède à l'unification de toutes les organisations para-militaires des anciens mouvements de guérilla (MK, armée de libération populaire de l'Azanie-APLA) sous une autorité commune, en les incorporant dans la nouvelle force nationale de défense sud-africaine (SANDF). Ceux déclarés inaptes à servir dans la nouvelle armée sont démobilisés. Ce processus concerne 85 000 soldats et 20 000 civils de la force de défense sud-africaine (SADF), 28 000 membres civils ou militaires de MK, 6 000 combattants de l'APLA, 11 000 soldats des armées des anciens bantoustans. En 1998, 16 % des soldats de l'armée nationale sud-africaine était issue des rangs de MK (soit près de 12 000 personnes) et 53 % de l'ancienne SADF.
À partir de 1995, les responsables de MK témoignèrent devant la commission vérité et réconciliation pour s'expliquer, non seulement sur les attentats commis en son nom, mais aussi sur les purges pratiquées dans ses camps de formation.

## Bilan des actions de la lutte armée

### Opérations militaires de MK
L'historienne russe Irina Filatova note que sans le soutien de l'URSS à l'ANC il n'y aurait pas eu de lutte armée, que l'ANC n'aurait pu alors devenir le symbole du combat contre la domination blanche et qu'alors l'histoire de l'Afrique du Sud aurait été différente. Cependant en termes d'opérations militaires, les opérations sur le terrain étaient peu probantes quand ce n'étaient pas des échecs. Ainsi, sur à peu près 12000 combattants entrainés, seulement la moitié fut infiltrée en Afrique du Sud. Sur ces 6000 combattants, un tiers abandonna sa mission quand d'autres en grand nombre furent, ou retournés par les forces de sécurité, ou tués, ou pris, condamnés et envoyés en prison. En 1987, Mangosuthu Buthelezi pointait l'inefficacité de cette lutte armée, remarquant alors qu'en 25 ans,tous les ponts du pays étaient encore intacts et qu'aucun bâtiment industriel n'avait été mis hors service,.    
Cependant, MK participa à des actions militaires à l'étranger contre les forces sud-africaines, notamment à partir de 1967 en Rhodésie du Sud, aux côtés de la guérilla de la ZAPU, en 1988 lors de la bataille de Cuito Cuanavale aux côtés des forces cubaines et angolaises, et au Mozambique aux côtés des forces du FRELIMO contre les rebelles de la RENAMO.

### Actions marquantes de MK
MK est responsable de plusieurs actions symboliques, notamment de tentatives de sabotages contre des infrastructures civiles, industrielles ou militaires, entraînant parfois la mort de civils (à partir de 1977) mais aussi d'attentats, plus meurtriers, commis notamment au début des années 1980. Ses actions les plus spectaculaires furent :
- l'attentat contre le complexe de raffinage du groupe Sasol en 1980 ;
- sa tentative de sabotage de la centrale nucléaire de Koeberg près du Cap, en janvier 1982 ;
- l'attentat de Church street, à Pretoria, le 20 mai 1983 (19 personnes tuées, 217 blessés) ;
- Attentat d'Amanzimtoti le 23 décembre 1985 : 5 morts (dont 3 enfants) et 40 blessés ;
- l'attentat à la voiture piégée le 14 juin 1986, à Durban, devant le Magoo's Bar (3 tués, 69 blessés) ;
- l'attentat au tribunal de Johannesbourg en 1987 (3 morts, 10 blessés) ;
- l'attentat contre la banque Standard de Roodepoort en 1988 (6 personnes tuées, 18 blessés) .

L'ANC et MK ont également reconnu leur responsabilité dans la mort d'une famille de touristes afrikaners près de Messina en décembre 1985 dans le cadre d'une campagne qui fit 23 morts entre 1985 et 1987 dans les zones rurales du nord et de l'est du Transvaal.

## Dans la culture
Le film sud-africain Silverton Siege (2022) réalisé par Mandla Dube met en scène des combattants du MK et s'inspire d'un fait réel ayant eu lieu en 1980 à Pretoria, dans le quartier de Silverton (en).